# Teva
Teva Pharmaceutical Industries Limited (hebräisch טֶבַע תַּעֲשִׂיּוֹת פַרְמָצֶבְטִיֹּוֹת בָּעָ״מ Ṭeva Taʿassijjōt Pharmazevṭijjōt BaʿA"M, deutsch ‚Natur - Pharmazeutische Industrien GmbH‘) ist ein israelisches börsennotiertes Pharmaunternehmen. Es gehört zu den führenden Herstellern von Arzneimitteln weltweit und war 2018 nach Umsatz der größte bei Generika.
Das Unternehmen ist in über 70 Ländern aktiv und erwirtschaftete 2016 knapp 22 Milliarden US-Dollar Umsatz mit nahezu 57.000 Beschäftigten. Teva ist spezialisiert auf die Entwicklung, Produktion und den Vertrieb von Arzneimitteln wie Spezialtherapeutika, Generika und rezeptfreien Medikamenten (OTC-Arzneimittel) sowie von Arzneistoffen.
Der Forschung und Entwicklung am Standort Deutschland kommt eine zentrale Rolle im Konzern zu. Zu Teva Deutschland gehört u. a. Ratiopharm.

## Geschichte
Die Strukturen der frühen Firma Teva (hebräisch טֶבַע Ṭeva, deutsch ‚Natur‘) basieren zu größeren Teilen auf der 1901 in Jerusalem als Drogerie gegründeten Firma Salomon, Levin und Elstein Ltd. Die Salomon, Levin und Elstein Ltd. war zunächst ein reines Vertriebsunternehmen für importierte Medikamente. Ab 1930 kam es in der Folge der Einwanderung hochqualifizierter Wissenschaftler nach Palästina zur Gründung erster Labore, die Medikamente herstellten; viele dieser Labore gingen später in der 1935 von Günther Friedländer gegründeten Firma Teva auf.
Nach einer starken Expansion der Pharmaindustrie ab dem Ende des Zweiten Weltkrieges ging Teva als eines der ersten Pharmaunternehmen 1951 an die Tel Aviver Börse. Im Verlauf der folgenden Jahrzehnte kam es zu Konzentrations- und Konsolidierungsprozessen; 1976 wurde die Teva Pharmaceutical Industries Ltd. gegründet.

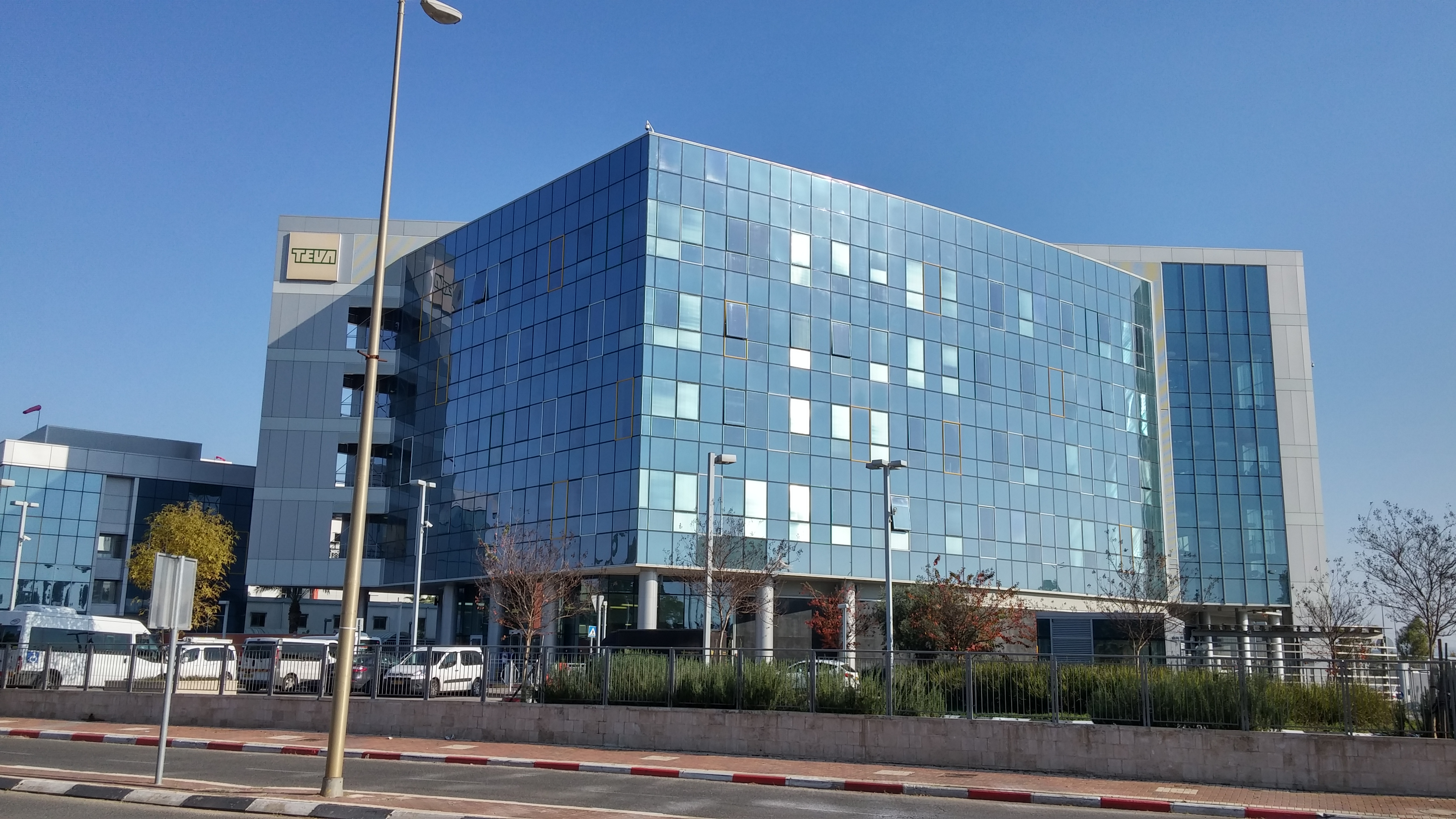
Teva-Fabrik, Kfar Saba, Israel, 2015

International expandiert das Unternehmen seit den 1980er Jahren; der erste Schritt erfolgte in die Vereinigten Staaten. 1982 wurde die Fabrik in Kfar Saba (Ikapharm) von der US-Gesundheitsbehörde FDA zugelassen, was den Grundstein für die Erschließung des amerikanischen Marktes markiert. In den 1990er Jahren wurde Teva durch weitere Expansion, so der Gründung von Teva Pharmaceutical USA 1992 und auch Übernahmen in Europa wie 1992 von GRY Pharma und damit verbundenem Markteinstieg in Deutschland, zu einem der 25 weltweit führenden Arzneimittelhersteller.

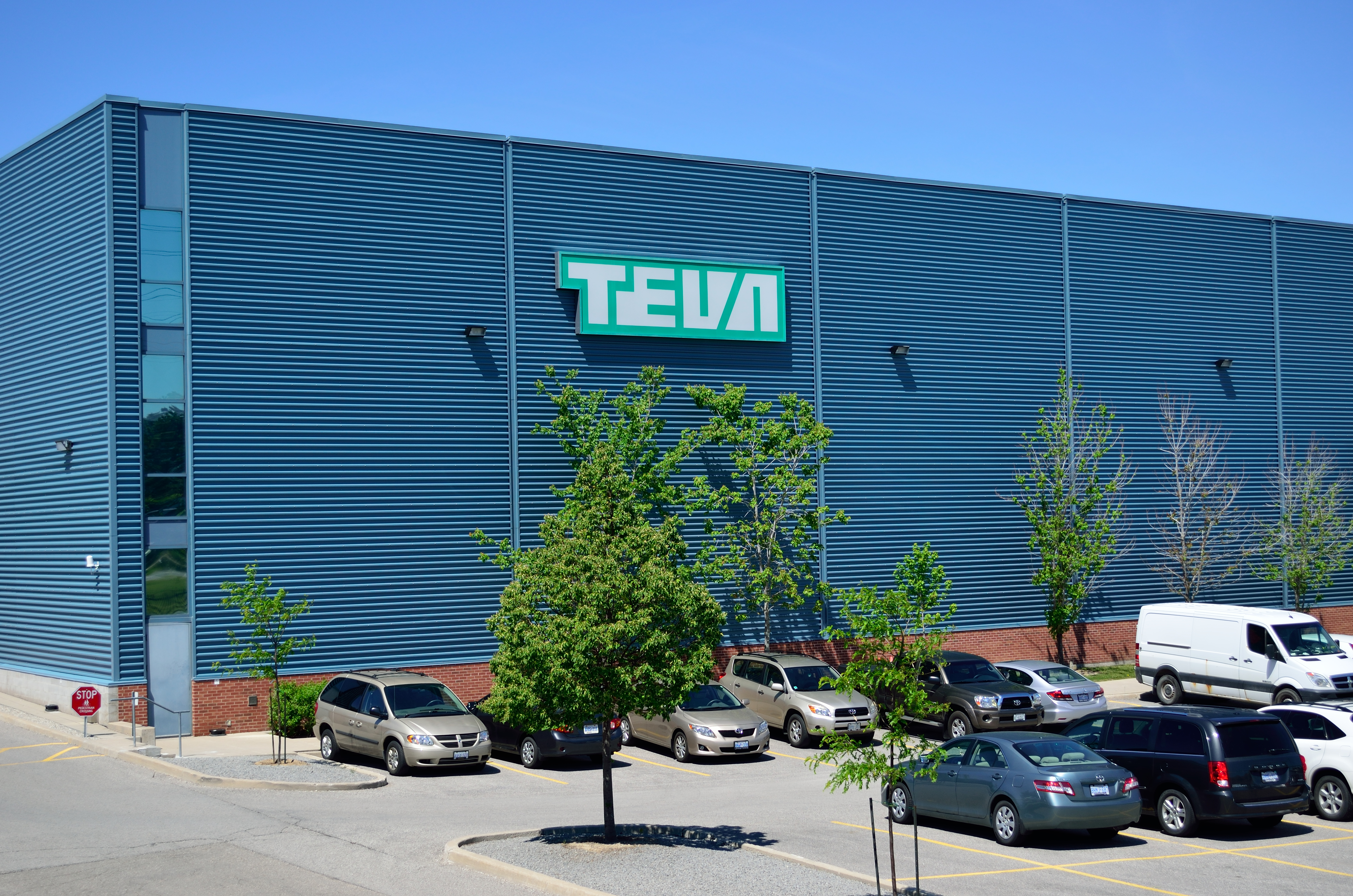
Teva Canada, Markham, Ontario, 2015

Im Jahr 2000 erfolgte die Übernahme des kanadischen Generikaherstellers Novopharm (seit 2010: Teva Canada). 2004 erwarb Teva die kalifornische Sicor Inc. für 3,4 Milliarden US-Dollar. Im Januar 2006 übernahm Teva das US-amerikanische Pharmazieunternehmen Ivax, das zu den zehn größten Generikaherstellern weltweit gehörte; Teva wurde dadurch Weltmarktführer im Generikamarkt.
Im Januar 2009 wurde die 2008 begonnene Übernahme von Barr Pharmaceuticals, dem global viertgrößten Generikaunternehmen, nebst dessen globalen Beteiligungen wie dem kroatischen Arzneimittelhersteller Pliva und dem deutschen Unternehmen AWD.pharma vollzogen.
Im März 2010 kaufte Teva den deutschen Generikahersteller Ratiopharm für über 3,6 Milliarden Euro. Durch diese Übernahme, die im August 2010 von der EU-Kommission unter Auflagen genehmigt wurde, wurde Teva Marktführer auf dem europäischen Markt für Generika. Beinahe zeitgleich wurde das Arzneimittelwerk Dresden (AWD.pharma) mit Sitz im Radebeul Wasa Park geschlossen; der Vorgang dauerte bis Ende 2012.
Im Oktober 2011 übernahm Teva das US-Pharmaunternehmen Cephalon. Im November 2011 wurde die Gründung des Joint Ventures PGT Healthcare mit Procter & Gamble verkündet, das im OTC-Bereich in allen Märkten abseits der Vereinigten Staaten aktiv sein soll.
2015 übernahm Teva das Generikageschäft des irischen Pharmakonzerns Allergan für 40,5 Milliarden US-Dollar – 33,75 Milliarden Dollar in bar, der Rest in Aktien, wodurch Allergan rund 10 Prozent der Anteile an Teva erhielt.
2017 wurde bekannt, dass Teva in Schwierigkeiten steckt. Schon zu Jahresbeginn fielen die Aktien. Im August wurde ein Stellenabbau von insgesamt 7000 Mitarbeitern, davon 350 in Israel, angekündigt. Im Oktober verlor der Konzern einen Patentstreit gegen Mylan vor dem britischen OGH. Im Dezember 2017 kündigt der Konzern an, in den folgenden 2 Jahren insgesamt 14.000 Stellen von weltweit 53.000 zu streichen. Vom Stellenabbau sind auch 3.300 Stellen in Israel betroffen. Für das Jahr 2017 verzeichnete Teva einen Netto-Fehlbetrag von 16,4 Milliarden Dollar, bei einem Umsatz von 22,4 Milliarden Dollar. Klammert man jedoch die hohen Abschreibungen und andere Sonderlasten vor allem der Geschäfte in den USA aus, würde sich ein Gewinn von rund vier Milliarden Dollar errechnen. Der Netto-Fehlbetrag ist der mit Abstand höchste Verlust, der bisher von einem Pharmaunternehmen ausgewiesen wurde.
Im US-Bundesstaat Oklahoma wurden gegen Teva und weitere Pharmaunternehmen Strafverfahren eröffnet, die im Zusammenhang mit der Opioidkrise in den Vereinigten Staaten stehen. Die Generalstaatsanwaltschaft machte darin das „aggressive Schmerzmittelmarketing sowie die Verharmlosung von Risiken“ für die Entstehung der Krise verantwortlich. Kurz vor Beginn des Prozesses zahlte Teva 2019 einen Vergleichsbetrag in Höhe von 85 Millionen US-Dollar und das Strafverfahren wurde eingestellt.
Im Mai 2020 zog sich das Unternehmen überraschend aus Schlichtungsgesprächen mit dem US-Justizministerium zurück, das wegen Preisabsprachen gegen Teva und andere ermittelt. Teva soll den Vorwürfen zufolge die Preise für Pravastatin und andere weit verbreitete Mittel in die Höhe getrieben haben. Die New York Times wertete die Missachtung der Behörde als berechneten Schachzug. Offenbar rechnete die Teva-Geschäftsführung damit, dass die Regierung von Donald Trump es während der COVID-19-Pandemie nicht wagen würde, gegen einen der wichtigsten Medikamentenhersteller vorzugehen. Ein Vorstandsmitglied von Teva soll Presserecherchen zufolge kurz vor dem Rückzug aus den Gesprächen diskret über einen Studienfreund von Trumps Schwiegersohn Kontakt mit der Regierung aufgenommen und angeboten haben, die vom Konzern in Indien vorgehaltenen Vorräte an Hydroxychloroquin mit Hilfe der Administration in die USA zu schaffen und bei der Verteilung zu helfen.
Im Juli 2022 erklärte sich Teva Pharmaceutical Industries Ltd. bereit, mehr als 4 Mrd. USD zu zahlen, um Tausende von Klagen von staatlichen und lokalen Behörden gegen den Arzneimittelhersteller wegen seiner stark süchtig machenden opioiden Schmerzmittel beizulegen. Es sei eine vorläufige Einigung über die Zahlung von 3 Mrd. USD in bar und 1,2 Mrd. USD in Form des gespendeten Medikaments Narcan zur Bekämpfung der Überdosis erzielt worden, um die Klagen beizulegen. Amerikanische Ureinwohnerstämme erhielten außerdem 100 Millionen Dollar.
Leiter
| Zeitraum                    | CEO                        |
| --------------------------- | -------------------------- |
| 1976–2002                   | Eli Hurvitz                |
| 2002–2007                   | Israel Makov               |
| 2007 – Mai 2012             | Shlomo Yanai               |
| Mai 2012 – Oktober 2013     | Jeremy Levin               |
| Februar 2014 – Februar 2017 | Erez Vigodman              |
| Februar 2017 – Oktober 2017 | Yizhak Peterburg (interim) |
| seit 1. November 2017       | Kåre Schultz               |

## Produkte und Märkte
Teva ist in zwei Segmenten tätig:
Generische Arzneimittel (generic medicines)Neben Generika umfasst dieses Segment das OTC-Geschäft, das Arzneistoffgeschäft und das Fertigungsgeschäft in Zusammenhang mit dem Joint Venture mit Procter & Gamble. Im Jahr 2016 trug es 55 % zum Konzernumsatz bei; 38 % der Umsätze des Segments wurden in den Vereinigten Staaten, 30 % in Europa und 32 % im Rest der Welt erzielt.
Spezialmedikamente (speciality medicines)Dieses Segment umfasst im Kern das Zentralnervensystem betreffende Medikamente wie Copaxone (Multiple Sklerose) und Azilect (Parkinson-Krankheit) sowie Mittel zur Behandlung von Atemwegserkrankungen. Es umfasst ferner Produkte in anderen therapeutischen Bereichen wie der Onkologie und der Frauengesundheit. Der Umsatzanteil belief sich 2016 auf 40 %.
Zusätzlich zu diesen beiden Segmenten ist Teva u. a. als Distributor für Drittanbieter tätig, deren Produkte sie in den Vereinigten Staaten, in Israel und in Ungarn vertreiben.
Die Produkte des Unternehmens werden in über 120 Ländern vertrieben. Sie werden unter den Marken Teva, AWD, Ivax, Gry, Ratiopharm, CT und AbZ vertrieben.
Seit 2006 gilt Teva als Weltmarktführer der Generikahersteller.

## Aktionärsstruktur
Zum 31. Dezember 2016 wurden rund 81,7 % der Stammaktien in Form von American Depositary Shares (ADS, Aktienzertifikate) durch 3183 Aktionäre gehalten, im Wesentlichen durch US-Bürger bzw. -Unternehmen.
Stand Februar 2017 waren folgende Großaktionäre bekannt: Das irische Pharmaunternehmen Allergan besaß ADSs entsprechend ca. 9,9 % der ausstehenden Aktien von Teva, die einer im August 2016 getroffenen Aktionärsvereinbarung mit bestimmten Beschränkungen für Allergan einschließlich eines einjährigen Übertragungsverbots für die Teva-Aktien unterliegen. Die US-Investmentgesellschaft Capital Research und Management Company, eine Tochtergesellschaft von Capital Group Companies, hielt 5,9 % und FMR LLC (Fidelity) etwa 6,5 % der ausstehenden Aktien in Form von ADSs. Nach den veröffentlichten Kenntnissen von Teva besaß kein anderer Aktionär 5 % oder mehr der Stammaktien.
Mit Stand Februar 2017 hielten die Direktoren und Vorstandsmitglieder von Teva insgesamt 0,6 % der Stammaktien.
Ende 2020 wurden rund 52 % der Stammaktien von institutionellen Anlegern gehalten. Drei der fünf größten institutionellen Aktionäre waren Tochtergesellschaften von Capital Group Companies (Capital Research Global Investors, Capital World Investors und Capital International Investors). Des Weiteren waren Berkshire Hathaway und BlackRock unter den fünf größten institutionellen Aktionären.

## Teva Deutschland

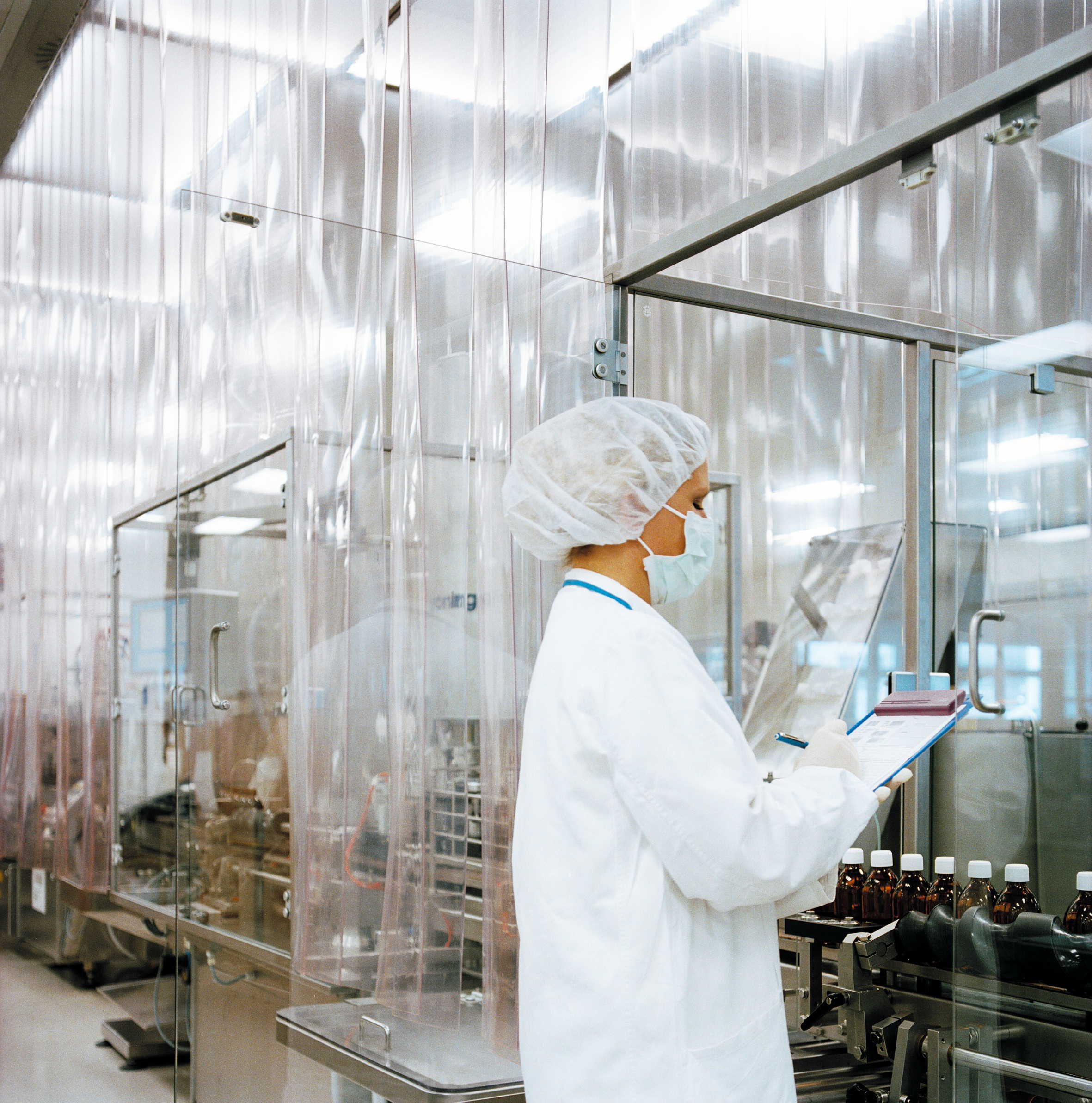
Produktion in Ulm, 2012

Teva hat in Deutschland seinen Hauptsitz in Ulm, wo das gesamte Generikageschäft gebündelt wurde. Weitere Standorte sind Blaubeuren und Berlin. Etwa 1600 der insgesamt rund 3100 Beschäftigten in Deutschland sind in der Produktion und der Qualitätssicherung tätig. Die Produktpalette umfasst insbesondere Arzneimittel in den Bereichen Neurologie, Schmerz und Onkologie. Teva ist in Deutschland Marktführer im Multiple-Sklerose-Markt und am europäischen Generikamarkt führend.
Der in Deutschland ansässigen Forschung und Entwicklung kommt innerhalb des Konzerns eine hohe weltweite Bedeutung zu. So ist Ulm Sitz der globalen Forschung und Entwicklung für OTC-Produkte sowie für alle Entwicklungsaktivitäten zu neuen Generikaversionen für Gesamteuropa, Südkorea und Japan. Dafür wurde in Ulm das Global Technology Center als globales Kompetenzzentrum errichtet und im März 2016 offiziell eröffnet.
Zu Teva Deutschland gehören insgesamt neun Gesellschaften (Stand Juni 2017), so neben der Teva GmbH auch die AbZ-Pharma GmbH mit der Marke CT Arzneimittel sowie die Ratiopharm GmbH.
Struktur von Teva Deutschland per 31. Dezember 2015:
- Teva Health GmbH – Verwaltung (deutsches Mutterunternehmen)
  - Merckle GmbH – Produktion
    - Ratiopharm GmbH – Vertrieb Generika und OTC, Forschung und Entwicklung
    - Teva Biotech GmbH – Produktion
    - Transpharm Logistik GmbH – Logistik

  - Teva GmbH – Vertrieb der Spezialmedikamente
    - AbZ-Pharma GmbH – Vertrieb Generika und OTC
    - Teva Pharma GmbH – Forschung und Entwicklung (im August 2016 auf die Teva GmbH verschmolzen)[30]
- Pliva Real Estate GmbH – Immobilienverwaltung
  - Ratiopharm Immobilienverwaltung GmbH & Co. KG – Immobilienverwaltung (Komplementär: Teva B.V., Niederlande)

Nachdem der Generalmanager Sven Dethlefs im September 2013 zum Mutterkonzern gewechselt hatte, übernahm Markus Leyck Dieken die Leitung des Deutschlandgeschäfts. Aufgrund des Wechsels von Leyck Dieken in eine globale Konzernfunktion übernahm im Juni 2017 Christoph Stoller, bislang COO für Tevas europäisches Generikageschäft, die Interimsgeschäftsführung bei Teva Deutschland.

## Kritik
Teva zog u. a. aufgrund mehrerer Übernahmen, die Investoren als zu teuer bezeichneten, Kritik auf sich. Dies führte im Februar 2017 mit zum sofortigen Rücktritt des CEO Erez Vigodman, der auch persönlich in die Kritik geriet.
Im Mai 2019 berichten Süddeutsche Zeitung und Handelsblatt, in den USA würden zahlreiche Pharmaunternehmen wegen unerlaubter Preisabsprachen beschuldigt. Zu den Beschuldigten gehöre auch Teva. Die beschuldigten Unternehmen sollen die Preise teilweise um mehr als 1000 Prozent nach oben geschraubt und den Wettbewerb bei Nachahmermedikamenten unterdrückt haben. „Teva und seine Mitverschworenen haben die ungeheuerlichsten und schädlichsten Preisabsprachen in der Geschichte der USA getroffen“, zitieren die Zeitungen aus der Klageschrift.
Im Rahmen der transnationalen politischen Kampagne Boycott, Divestment and Sanctions wird auch zum Boykott von Teva aufgerufen. So wurde 2014 vermeldet, dass eine britische Apothekergruppe Teva aufgrund des Gaza-Konflikts boykottieren würde.